# 吉夫阿特泽埃夫
吉夫阿特泽埃夫，是以色列位於約旦河西岸的一處屯墾區，位于耶路撒冷西北5公里处。总人口14,726（2012）。在希伯来语中，“吉夫阿特”意为山丘；而“泽埃夫”源于以色列政治人物泽埃夫·亚博京斯基的名字。